# Ataque Fuerza Z
Attack Force Z, o en español Ataque Fuerza Z, es una película de guerra de Australia de 1982, dirigida por Tim Burstall y protagonizada por Mel Gibson y Sam Neill.

## Argumento
En 1945 ,en el estrecho de Sambalang, un funcionario japonés que trató de unirse a los aliados está apresado en una pequeña isla. Seis hombres fueron enviados a encontrarlo lo antes posible.

## Reparto parcial
Unidad Especial Z
- Mel Gibson — Capitán P.G. Kelly
- Sam Neill — Sargento D.J. Costello
- John Phillip Law — Teniente J.A. Veitch,
- Chris Haywood — Marinero distinguido A.D. Bird,
- John Waters — Subteniente Ted King

Isleños
- Chun Hsiung Ko — Lin
- Sylvia Chang — Chien Hua
- Chun Ku — Granjero de Arroz